# Muraltia karroica
Muraltia karroica är en jungfrulinsväxtart som beskrevs av Margaret Rutherford Bryan Levyns. Muraltia karroica ingår i släktet Muraltia och familjen jungfrulinsväxter. Inga underarter finns listade i Catalogue of Life.